# Teleki Tehetséggondozó Kollégium
A Teleki Tehetséggondozó Kollégium egy 1990-ben alapított középiskolai kollégium Miskolcon. Fenntartója a Miskolci Tankerületi Központ. A város keleti negyedében 
álló épülete több mint 200 diák számára nyújt férőhelyet.

## Története
Az intézmény elnevezése nem egy személyre, hanem a Teleki családra utal.
Miskolc Borsod-Abaúj-Zemplén vármegye oktatási központja. A megye aprófalvas, rossz infrastrukturális ellátottságú részeiből számos diák érkezik a városba, hogy középfokú tanulmányait a megyeszékhelyen folytassa.
A kollégium elsősorban a tehetséges diákok elhelyezésére, támogatására, felkarolására jött létre. A jelentkezőknek szóbeli és írásbeli felvételi eljáráson kell bizonyítaniuk felkészültségüket, hogy valóban csak a legtehetségesebb diákok kerülhessenek be az intézménybe. A kollégium a Földes Ferenc Gimnázium partnerintézményeként a kezdetektől, azaz 2000-től résztvevője az Arany János Tehetséggondozó Programnak. 2014. szeptemberétől a Miskolci Petőfi Sándor Középiskolai Fiúkollégium tagintézményeként működik.

## Diákélet
Az épület három emelete lakószint, melyekből az elsőn a fiúk, a második és harmadik emeleten pedig a lányok laknak. Számos lehetőség adott a szabadidő kitöltésére, például ping-pongasztalok, külön fiú és lány kondicionáló termek, számítógép termek, stb. Minden szinten TV készülékek találhatóak, és egy biliárdasztal is igénybe vehető a kollégium lakói számára.
A kollégium 2000-ben indította útjára az azóta is évenként meghirdetésre kerülő országos Deákpoézis verspályázatot, melyre középiskolás tehetségek nevezhetnek be költeményeikkel. A kollégium diákjai rendszeresen vesznek részt országos versenyeken. A kollégiumnak saját sakkcsapata van, lakói részt vesznek a Kutató Diákok Mozgalmában és a táncoktatásban is részesülnek. 2008 októberében készült el a kollégium saját kosárlabda-pályája. A kosárlbada-pálya azóta ezt a funkcióját elveszítette, a mellette lévő egykori salakos focipályával együtt parkolóként funkcionál.